# Sauna-Kinnunen
Sauna-Kinnunen eller Saunakinnunen är en sjö i Finland. Den ligger i kommunen Kuhmo i landskapet Kajanaland, i den centrala delen av landet, 500 km norr om huvudstaden Helsingfors. Sauna-Kinnunen ligger 235 meter över havet. Arean är 19,7 hektar och strandlinjen är 2,54 kilometer lång. Sjön  ingår i Uleälvens huvudavrinningsområde. 